# 埃克莱克蒂克 (阿拉巴马州)
埃克莱克蒂克（英文：Eclectic），是美国阿拉巴马州下属的一座城市。面积约为4.21平方英里（约合10.89平方公里）。根据2010年美国人口普查，该市有人口1,001人，人口密度为237.99/平方英里（约合91.92/平方公里）。